# Euselates tonkinensis
Euselates tonkinensis är en skalbaggsart som beskrevs av Moser 1901. Euselates tonkinensis ingår i släktet Euselates och familjen Cetoniidae.

## Underarter
Arten delas in i följande underarter:
- E. t. trivittata
- E. t. formosana